# Grażyna Bacewicz
Grażyna Bacewicz (Orosz Birodalom, Łódź, 1909. február 15. – Lengyelország, Varsó, 1969. január 17.) lengyel hegedűművész, zeneszerző és pedagógus.

## Élete, pályája
Zeneszerető lengyel–litván családban született, édesapja és két bátyja szintén zeneszerző volt. Apja Vincas (Wincenty, 1875−1952) és egyik bátyja, Vytautas (1905−1970) a Bacevičius nevet viselték és litvánoknak vallották magukat. Édesanyja, Maria Modlińska (a Zdzitowiecki-házból származó Stanisław és Natalia lánya) lengyel volt, 1958-ban hunyt el Varsóban. A másik három testvére lengyelnek tekintette magát. Másik bátyja, Kiejstut Bacewicz (1904 - 1993) zongoraművész és zeneszerző volt, 1957 és 1969 között a łódźi Zeneakadémia rektora. Két bátyja mellett egy húga is volt, a költő, újságíró Wanda. Férje, Piotr Andrzej Biernacki (1903-1963) a varsói Orvostudományi Akadémia professzora, belgyógyász volt. Egyetlen lányuk, Alina Biernacka (1942-), festőművész és költő.
Grażyna Bacewicz első hegedű és zongoraleckéit édesapjától kapta, 1919-ben pedig Helena Kijenska-Dobkiewiczowa łódźi konzervatóriumában folytatta, ahol hegedűt, zongorát és zeneelméletet tanult, de mellette Janiny Pryssewiczówna humán gimnáziumába is járt. 1923-ban a család Varsóba költözött, Grażyna pedig beiratkozott a varsói Nemzeti Zenei Konzervatóriumba. Zeneszerzést Kazimierz Sikorskitól, hegedűt Józef Jarzębskitől, zongorát pedig Józef Turczyńskitől tanult. Párhuzamosan a filozófia szakra is járt a Varsói Egyetemen, de azt másfél év után abbahagyta, mint ahogy a zongoratanulást is, hogy teljes energiáját a hegedűnek és a zeneszerzésnek szentelhesse. 1932-ben kapta meg hegedűművészi és zeneszerzői diplomáját. Ignacy Jan Paderewski segítségével még abban az évben folytathatta zeneszerzési tanulmányai a párizsi Ecole Normale de Musique-on, ahol 1932-33-ban Nadia Boulanger volt a tanára. Privát hegedűórákat is vett Henri Touret-tól, 1934-ben pedig, visszatérve Párizsba, Flesch Károlynál csiszolta tovább hegedűtudását.

### Hegedűművészi pályája

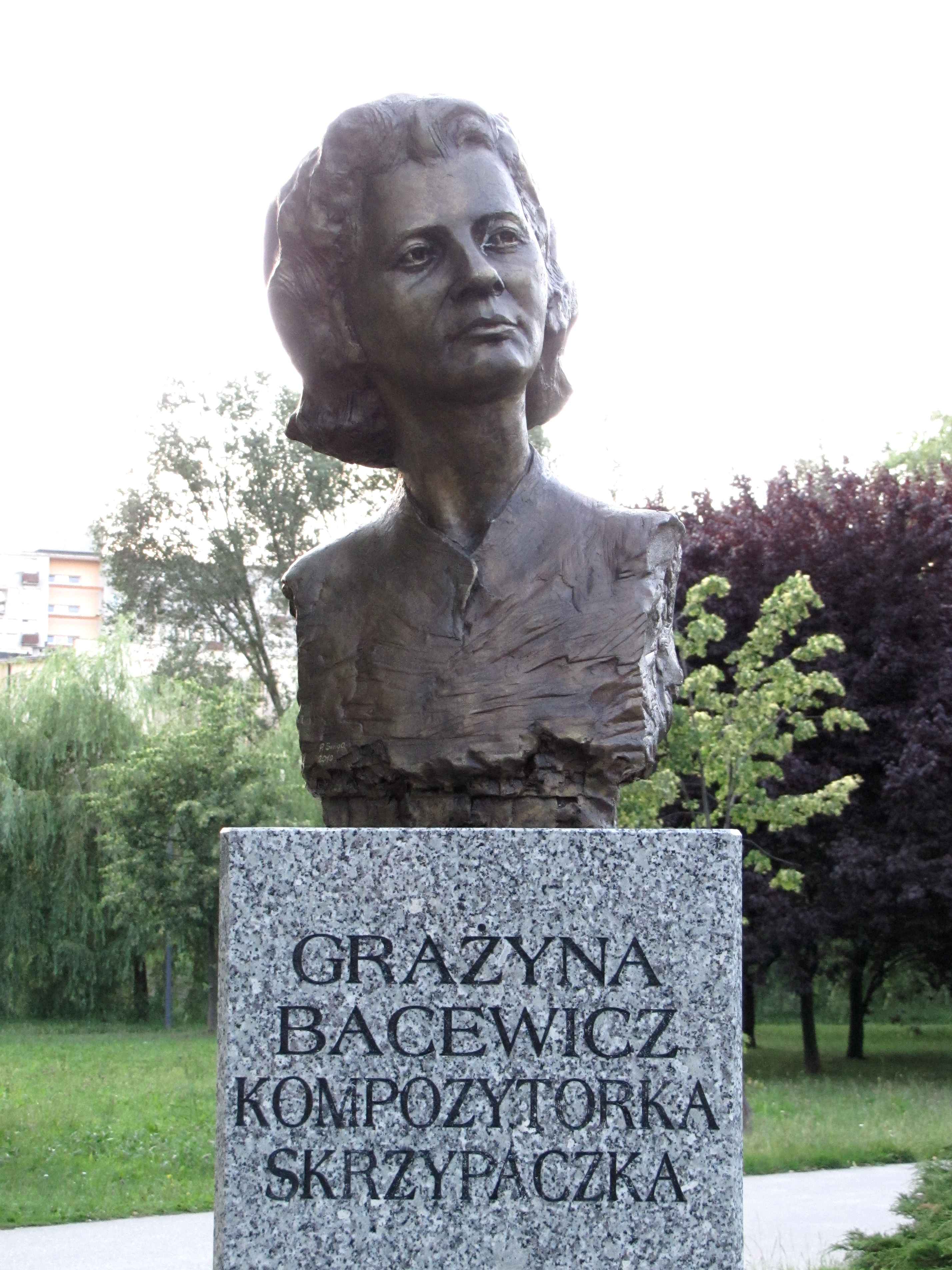
Grażyna Bacewicz mellszobra a Hírességek Sétányán, Kielcében

Szólóhegedűsként már 1935-ben sikert aratott a varsói Henryk Wieniawski Nemzetközi Hegedűversenyen, ahol első díjas lett. 1936 és 1938 között a Varsói Lengyel Rádió zenekarának első hegedűse volt, Grzegorz Fitelberg irányítása alatt. Itt sokat fejlődött a hangszerelési tudása is. A II. világháború előtt számos hangversenyt adott, így fellépett Litvániában, Franciaországban, Spanyolországban is, gyakran testvére, a kiváló zongorista Kiejstut kíséretével. A náci megszállás alatt titkos koncerteket adott. A világháború után folytatta a hangversenyezést, járt Belgiumban, Csehszlovákiában, a Szovjetunióban, Romániában, Magyarországon és újra Franciaországban. 1946-ban Párizsban előadta Karol Szymanowski 1. hegedűversenyét, Paweł Klecki vezénylete alatt. Játékát a tökéletes intonáció, a ritmikai precizitás, kiváló forma- és stílusérzék jellemezte, amely megbízható zenei memóriával, intelligenciával, elragadó előadásmóddal és technikai könnyedséggel párosult. Fellépésein a hegedűdarabok mellett olykor zongoraműveket is előadott.
Pedagógusként 1934/35-ben és 1945/46-ban összhangzattant, ellenpontot és szolfézst, valamint hegedűt tanított a łódźi Konzervatóriumban, 1966-tól pedig, haláláig a varsói Nemzeti Zeneművészeti Főiskolán (ma Zeneakadémia) volt a zeneszerzés tanára, 1967-től professzora. A zenei élet szervezésében is tevékeny szerepe volt, és számos lengyel és nemzetközi verseny zsűrijében vett részt (Poznań, Varsó, Liège, Párizs, Moszkva, Nápoly, Budapest). 1962-től haláláig a Lengyel Zeneszerzők Egyesületének alelnöke volt.

### Zeneszerzői munkássága
Sok éven át neoklasszikus stílusban alkotott, hasonlóan a két háború közötti és a második világháború utáni időszak sok lengyel zeneszerzőjéhez, akik soha nem követték a szocialista realizmus iránymutatásait. Művészete később fokozatosan az erősebb kifejező erejű stílus irányában haladt előre. A változó zenei formák ellenére, a kifejezés tisztasága és logikája erős pozícióra tett szert a klasszikus hangverseny repertoárban. Az 1950-es években visszavonult a pódiumtól és a komponálásnak szentelte az idejét.
Első zeneszerzői sikerei már 1933-ban kezdődtek: első díjat nyert a Aide aux femmes de professions libre társaság zenei versenyén az 1932-ben írt Fúvós kvintettjével.Trió oboára, hegedűre és csellóra című műve 2. helyezést ért el, vonós zenekarra írt Sinfoniettája pedig dicséretet kapott a Lengyel Zeneműkiadók Társaságának zeneszerzői versenyén 1936-ban. A Lengyel Zeneszerzők Egyesületének 1949-es Fryderyk Chopin zeneszerzői versenyén Zongoraversenye 2. díjas lett (az első díjat nem adták ki). 1951-ben a Liège-ben megrendezett Nemzetközi Zeneszerzői Versenyen nyerte el az első díjat 4. vonósnégyese, 1956-ban pedig ugyanott az 5. vonósnégyese. 1960-ban az UNESCO párizsi Nemzetközi Karmesteri Pódiumán kapott 3. helyezést Zene vonósokra, trombitákra és ütőkre című darabja (azon a versenyen ez volt a zenekari művek között elnyert legmagasabb díj). 1965-ben a belga kormány díját és aranyérmét kapta meg Brüsszelben, a Nemzetközi Zeneszerzői Versenyen, 7. hegedűversenyével.
Hazájában is számos elismerésben részesült: mint zeneszerző és mint a zenei élet szervezője, tevékeny alakítója egyaránt.
1949-ben Varsó városának Zenei Díját kapta meg, mint zeneszerző, hegedűvirtuóz, szervező és tanár. 1950-ben a Nemzeti Díj 3. fokozatát kapta Concerto vonós zenekarra című művéért. 1951-ben a Lengyel Zenei Fesztivál 1. díját érdemelte ki a fesztiválok szervezéséért és kiváltképpen 4. hegedűszonátájáért. 1952-ben a Nemzeti Díj 2. fokozatát kapta 4. hegedűversenyéért, 4. vonósnégyeséért és 4. hegedűszonátájáért. 1955-ben a lengyel kulturális és művészeti miniszter díját nyerte el a 4. szimfónia, 3. hegedűverseny és a 3. vonósnégyes művekkel. 1960-ban a Lengyel Zeneszerzők Egyesületének díját kapta meg kiemelkedő zeneszerzői teljesítményéért, 1962-ben pedig a kulturális és művészeti miniszter díjának 2. fokozatát a Pensieri notturni című kamarazenekari művéért. A művészeti elismeréseken kívül különböző magas állami kitüntetésekben is részesült.

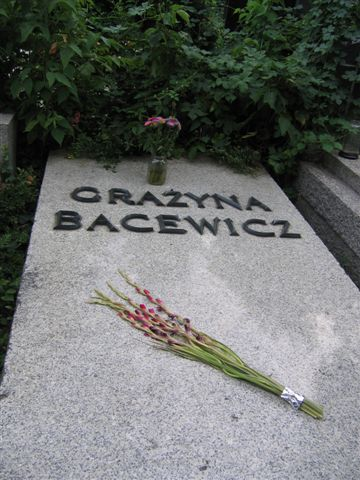
Grażyna Bacewicz síremléke a varsói Wojskow temetőben, 2006

Grażyna Bacewicz Lengyelország és a világ igen kevés női zeneszerzői közé tartozott. Olyan terület ez, ahol a nők minden korban erősen alulreprezentáltak voltak. Néhány példát azért említsünk meg: a középkori Hildegard von Bingen, Francesca Caccini (Giulio Caccini leánya), Clara Schumann, Fanny Mendelssohn, a lengyel Maria Szymanowska, Germaine Tailleferre és Nadia Boulanger. Grażyna Bacewicz méltó helyet vívott ki magának a világ zeneszerzőinek körében.
Képzett muzsikusként és kitűnő előadóművészként mint komponistát is különösen érdekelte a hegedű és a vonós hangszerek világa. Hét hegedűversenyt, egy brácsa- és két csellóversenyt, hét vonósnégyest, öt hegedű-zongora szonátát és két szóló hegedű szonátát írt. Ezek a darabok, illetve kamara és szimfonikus művei a mai napig méltó vetélytársai a „férfi” szerzők kompozícióinak a hangversenypódiumokon.

### Írói munkássága
Bacewicz több regényt és novellát írt az 1960-as években, amelyek nagy része ma is csak kéziratban létezik. Egy novelláskötete jelent meg "„Znak szczególny” (Különös ismertetőjegy) címmel a varsói Czytelnik kiadónál, 1970-ben és 1974-ben.
Grażyna Bacewicz 1969. január 17-én hunyt el Varsóban, szívinfarktus következtében.
Születésének 100. évfordulójára emlékezve a 2009-es év a lengyel zenében Grażyna Bacewicz-év volt. A Lengyel Posta szintén ebből az alkalomból bélyeget bocsátott ki a zeneszerző arcképével.

## Művei

### Hangszeresművek

#### Zenekariművek
- Sinfonietta vonós zenekarra (1929)
- Suita (Szvit vonós zenekarra, 1931)
- 3 karykatury (3 karikatúra, 1932)
- Convoi de joie (Pochód radości) (1933)
- Symfonia (elveszett) (1933)
- Sinfonietta vonós zenekarra (1935)
- Symfonia (Szimfónia, 1938)
- Uwertura (Nyitány, 1943)[5]
- I Symfonia (1. szimfónia, 1945)
- Symfonia na ork. smyczk. (zaginęła) (Szimfónia vonós zenekarra, elveszett, 1946)
- Introdukcja i Kaprys (Bevezetés és caprice, 1947)
- Koncert na ork. smyczk. (Concerto vonós zenekarra, 1948)
- II Symfonia (2. szimfónia, 1951)
- III Symfonia (3. szimfónia, 1952)
- IV Symfonia (4. szimfónia, 1953)
- Uwertura polska (Lengyel nyitány, 1954)
- Partita (transkr. Partity na skrz. i fort.) (A Partita átirata hegedűre és zongorára, 1955)
- Wariacje symfoniczne (Szimfonikus változatok, 1957)
- Muzyka na smyczki, trąbki i perkusję (Zene vonósokra, trombitákra és ütősökre, 1958)
- Pensieri notturni (Éjszakai gondolatok, 1961)
- Koncert na wielką orkiestrę symfoniczną (Koncert nagy szimfonikus zenekarra, 1962)
- Musica sinfonica in tre movimenti (Szimfonikus muzsika három tételben, 1965)
- Divertimento na ork. smyczk. (Divertimento vonós zenekarra, 1965)
- Contradizione na ork. kam. (Ellentmondás, kamarazenekarra, 1966)
- In una parte (Egy tételben, 1967)

A Lengyel Rádió számára írt darabok:
- Mazur (Mazur, 1944)
- Suita Pod Strzechą (Szvit a zsúptető alatt, 1945)
- Suita Ze Starej Muzyki (Szvit régi dallamokra, 1946)
- Suita (Szvit, 1946)
- Szkice Ludowe (Népi vázlatok, 1948)
- I Taniec polski (1948)
- Groteska (Groteszk, 1949)
- Oberek (Oberek, 1949)
- Walc (Keringő, 1949)
- Kaprys polski (Lengyel caprice, 1949)
- Suita Tańców Polskich (Lengyel táncszvit, 1950)
- Serenada (Szerenád, 1950)
- II Taniec Polski (2. Lengyel tánc, 1950)
- Krakowiak (Krakowiak, 1950)
- Taniec mazowiecki (Mazóviai tánc, 1951)
- Oberek Noworoczny (Újévi oberek, 1952)
- Suita z baletu „Z Chłopa Król" (Szvit a „Parasztkirály” című balett zenéjéből, 1954)

#### Szólóhangszerre és zenekarra írt művek
- I Koncert skrzypcowy (1. hegedűverseny, 1937)
- II Koncert skrzypcowy (2. hegedűverseny, 1945)
- III Koncert skrzypcowy (3. hegedűverseny, 1948)
- Rapsodia polska na skrzypce (Lengyel rapszódia hegedűre, 1949)
- Koncert fortepianowy (Zongoraverseny, 1949)
- IV Koncert skrzypcowy (4. hegedűverseny, 1951)
- I Koncert wiolonczelowy (1. csellóverseny, 1951)
- V Koncert skrzypcowy (5. hegedűverseny, 1954)
- VI Koncert skrzypcowy (6. hegedűverseny, 1957)
- II Koncert wiolonczelowy (2. csellóverseny, 1963)
- VII Koncert skrzypcowy (7. hegedűverseny, 1965)

(nagr. Rządu Belgijskiego i złoty medal na Międzynarod. Konkursie Kompoz.
im. Królowej Elżbiety Belg., Bruksela 1965)
- Koncert na 2 fort. (Versenymű két zongorára, 1966)
- Koncert na altówkę (Brácsaverseny, 1968)

#### Kamaraművek

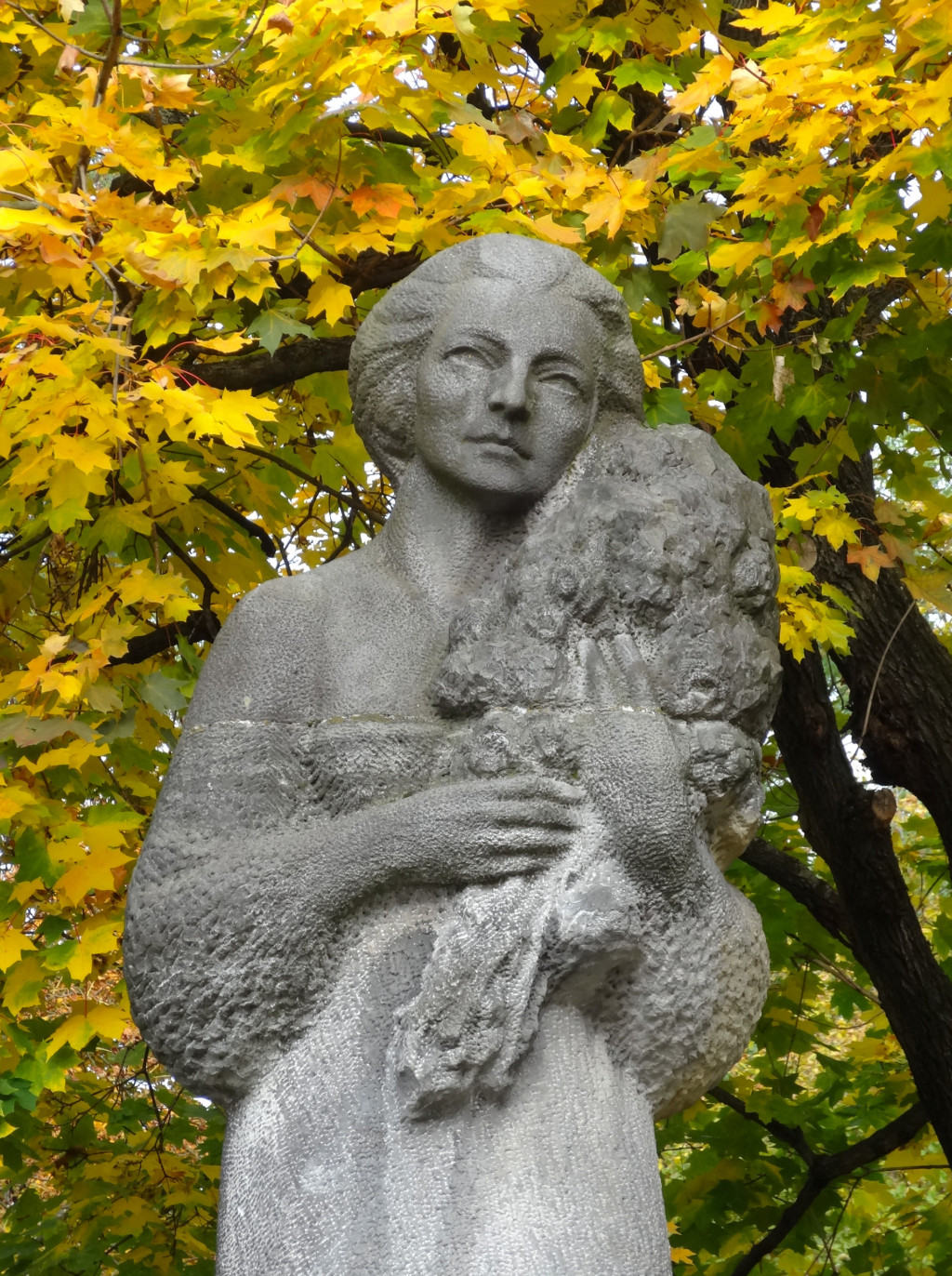
Grażyna Bacewicz emlékműve Bydgoszcz-ban, a Paderewski nevét viselő Filharmonia Pomorska szoborparkjában

- I Kwartet smyczkowy (1. vonósnégyes, 1938)
- II Kwartet smyczkowy (2. vonósnégyes, 1943)
- Suita na 2 skrz. (Szvit két hegedűre, 1943)
- Łatwe duety na tematy ludowe na 2 skrz. (Könnyű duettek népi témákra, két hegedűre, 1945)
- III Kwartet smyczkowy (3. vonósnégyes, 1947)
- Kwartet na 4 skrz. (Kvartett négy hegedűre, 1949)
- IV Kwartet smyczkowy (4. vonósnégyes, 1950)
- V Kwartet smyczkowy (5. vonósnégyes, 1955)
- VI Kwartet smyczkowy (6. vonósnégyes, 1960)
- Quartetto per 4 violoncelli (Kvatett négy csellóra, 1964)
- VII Kwartet smyczkowy (7. vonósnégyes, 1965)
- Kwintet na instr. dęte (Kvintett rézfúvós hangszerekre, 1932)
- Trio na ob., skrz. i wioloncz. (Trió oboára, hegedűre és csellóra, 1935)
- Sonata na ob. i fort. (Szonáta oboára és zongorára, 1936)
- Andante sostenuto na skrz. (lub wioloncz.) i org. (Andante sostenuto hegedűre (vagy csellóra) és orgonára, a 4. hegedű-zongora szonáta átirata, 1945)
- Trio na ob., kl. i fg. (Trió oboára, klarinéta és fagottra, 1948)
- Łatwe utwory na kl. i fort. (Könnyű darabok klarinétra és zongorára, 1948)
- Oberek nr 1 na kl. i fort. (1. oberek klarinétra és zongorára, 1949)
- Wiwat na kl. i kwartet smyczk. (Vivát!, klarinétra és zongorára, 1950)
- I Kwintet fortepianowy (1. zongorás kvintett, 1952)
- Inkrustacje na waltornię i zespół kam. (Intarziák kürtre és kamaraegyüttesre, 1965)
- Trio na ob., hf. i perk. (Trió oboára, hárfára és ütőhangszerekre, 1965)
- II Kwintet fortepianowy (2. zongorás kvintett, 1965)

#### Hegedűreészongoráraírt darabok
- Partita (Partita, 1930)
- Kaprys nr 1 (1. caprice, 1932)
- Witraż (Vitrázs, 1932)
- Kaprys nr 2 (2. caprice, 1933 vagy 1934)
- Pieśń litewska (Litván dal, 1934)
- Temat z wariacjami (Téma változatokkal, 1934)
- Andante i allegro (Andante és allegro, 1934)
- Legenda (Legenda, 1945)
- Concertino w I—III pozycji (Concertino I-III. fekvésben, 1945)
- Sonata da camera (Kamaraszonáta, 1945)
- Łatwe utwory w I pozycji (Könnyű darabok I. fekvésben, 1946)
- Kaprys (Caprice, 1946)
- II Sonata (2. szonáta, 1946)
- III Sonata (3. szonáta, 1947)
- Taniec polski (Lengyel tánc, 1948)
- Łatwe utwory w I—III pozycji (Könnyű darabok I-III. fekvésben, 1949)
- Melodia i Kaprys (Melódia és caprice, 1949)
- I Oberek (1. oberek, 1949)
- IV Sonata (4. szonáta, 1949)
- Taniec antyczny (Antik tánc, 1950)
- Taniec mazowiecki (Mazóviai tánc, 1951)
- V Sonata (5. szonáta, 1951)
- II Oberek (2. oberek, 1952)
- Taniec słowiański (Szláv tánc, 1952)
- Kołysanka (Bölcsődal, 1952)
- Humoreska (Humoreszk, 1952)
- Partita (Partita, 1955)

### Szólóhangszerre írt művek

#### Hegedű
- Sonata (Szonáta, 1929)
- Sonata (Szonáta, 1941)
- Kaprys polski (Lengyel caprice, 1949)[6]
- II Kaprys (2. caprice, 1952)
- II Sonata (2. szonáta, 1958)
- 4 capricci (Négy capriccio, 1968)

#### Zongora
- Temat z wariacjami (Téma változatokkal, 1924)
- Preludium (Prelúdium, 1928)
- Allegro (Allegro, 1929)
- Sonata (Szonáta, 1930)
- Trois pieces caracteristiques (Három karakterdarab, 1932)
- Toccata (Toccata, 1932)
- Sonatina (Szonatina, 1933)
- Suita dziecięca (Gyermek szvit, 1933)
- Scherzo (Scherzo, 1934)
- Sonata (Szonáta, 1935)
- 3 Groteski (Három groteszk, 1935)
- 3 preludia (Három prelűd, 1941)
- I Sonata (1. szonáta, 1949)
- Krakowiak koncertowy (1949)
- Etiuda tercjowa (Terc-etűd, 1952)
- II Sonata (2. szonáta, 1953)
- Sonatina (Szonatina, 1955)
- 10 etiud (10 etűd, 1957)
- Mały tryptyk (Kis triptichon, 1965)

#### Más hangszer
- Esquisse per organo (Vázlat orgonára, 1966)
- Kaprysy polskie na kl. (Lengyel caprice-ok klarinétra, 1952)

### Vokális/hangszeres művek

#### Dalok énekszólóra és zongorára
- Trzy róże (Három rózsa – 10. századi arab költemény, L. Staff fordításában, 1934)
- Mów do mnie, miły (Szólj hozzám, kedvesem, Rabindranáth Tagore versére, Jan Kasprowicz fordításában) (1936)
- 3 pieśni: Mamidio, Inna, Samotność (Három dal, 10. századi arab versek, L. Staff fordításában, 1938)
- Oto jest noc (Itt az éjszaka, K. I. Gałczyński) (1947)
- Smuga cienia (Árnyékcsík, W. Broniewski) (1948)
- Rozstanie (Elválás, R. Tagore versére, Jan Kasprowicz fordításában) (1949)
- Usta i pełnia (Ajak és teljesség, K. I. Gałczyński) (1949)
- Dzwon i dzwonki (Harang és harangszó, A. Mickiewicz, 1955)
- Nad wodą wielką i czystą (A széles, tiszta víz fölött, A. Mickiewicz, 1955)
- Boli mnie głowa, (pieśń żartobliwa) (Fáj a fejem, humoros dal Grażyna Bacewicz saját szövegére, 1955)
- Sroczka (ludowy) (Szarka, népdal, 1956)
- Zaloty na chór m. (Udvarlás, vegyes karra, A. Mickiewicz, 1968)

#### Énekszólóra, kórusra és zenekarra
- Psalm „De profundis clamavi ad te Domine" (Zsoltár, 1932)
- 3 pieśni na tenor solo i ork. (Három dal tenor szólóra és zenekarra, 10. századi arab versek, L. Staff fordításában, 1938)
- Kantata olimpijska na chór miesz. i ork. (Olimpiai kantáta, vegyes karra és zenekarra, Pindarosz ódájára, 1948)
- Akropolis, kantata na 600-lecie UJ, na chór miesz. i ork. (Akropolisz, kantáta vegyes karra és zenekarra, a Jagelló Egyetem alapításának 600. évfordulójára, Stanisław Wyspiański Akropolis című drámája nyomán, 1964)
- Przygoda króla Artura, opera radiowa (Artúr király kalandja, rádió-opera, ősi kelta legenda nyomán, 1959)

#### Balettek
- Z chłopa król (A parasztkirály, A.M. Swinarski, P. Baryk nyomán) (1953/54)
- Esik w Ostendzie, balet komiczny, 1 -akt. (Esik Ostendében, komikus balett, 1 részben, L. Terpilowski, Tadeusz Boy-Żeleński műve alapján) (1964)
- Pożądanie, 2-akt. (Vágyakozás, M. Bibrowski, Pablo Picasso Le desir attrapé par la queue című színpadi műve nyomán) (1968–69)

Grażyna Bacewicz kéziratai a Varsói Nemzeti Könyvtár zenei részlegében találhatóak.

## Grażyna Bacewicz nevét viselő intézmények, helyek

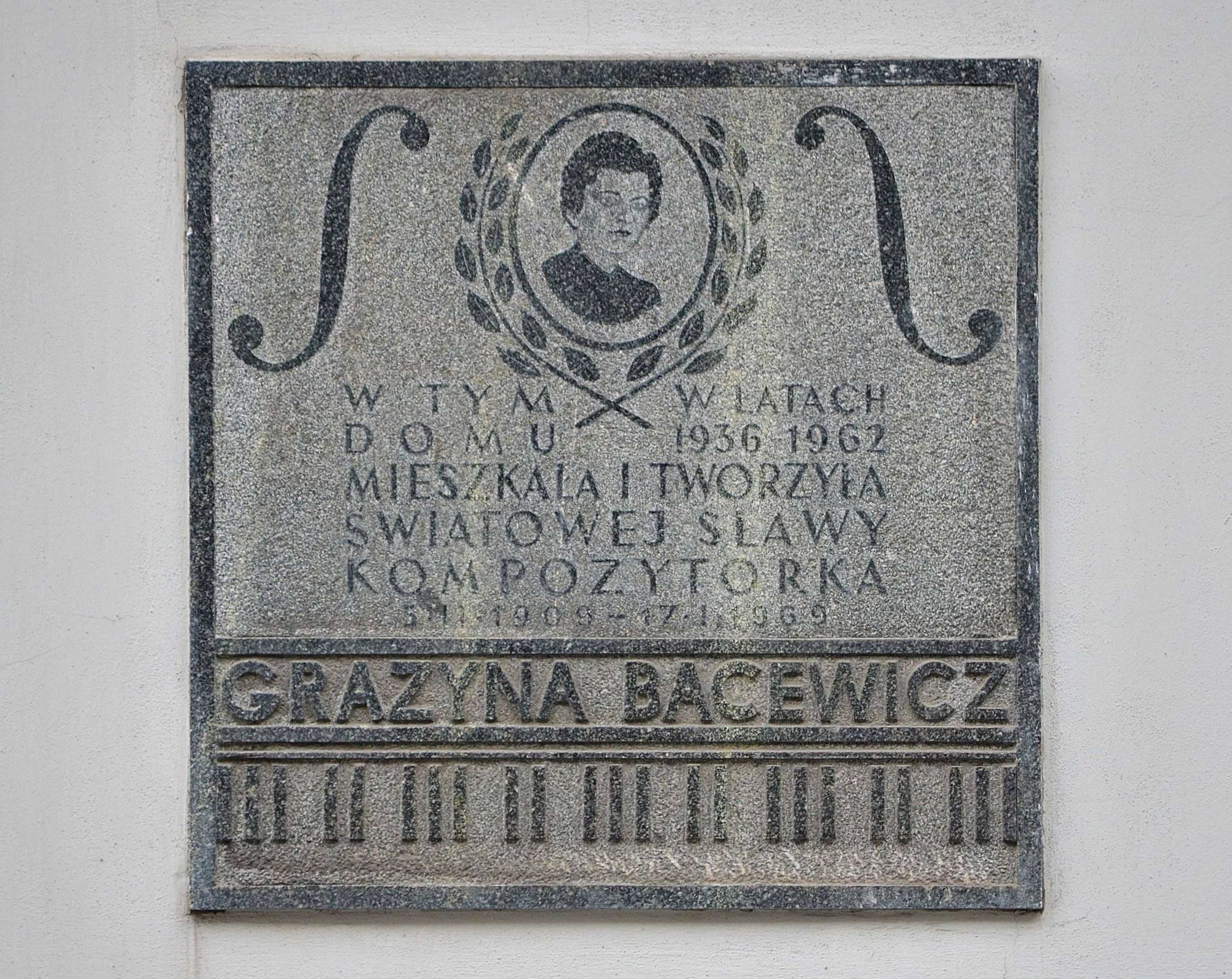
Emléktábla a varsói Ulica Koszykowa 35. ház homlokzatán. E házban lakott Grażyna Bacewicz 1936 és 1962 között.

- Koszalin: Grażyna Bacewicz Állami Zeneiskola
- Łódź: Grażyna és Kiejstut Bacewicz Zeneakadémia, Grażyna Bacewicz-ház
- Gdańsk-Wrzeszcz: Grażyna Bacewicz Zenei Általános Iskola
- Radomsko: Grażyna Bacewicz Állami Zenei Általános Iskola
- Varsó: Grażyna Bacewicz Zenei Általános és Középiskola
- Wrocław: Grażyna Bacewicz Zenei Általános Iskola
- Tychy: Grażyna Bacewicz játszótér
- Limanowa: Grażyna Bacewicz Zenei Általános Iskola
- Jaworzno: Grażyna Bacewicz Zenei Általános Iskola
- Nowa Sól: Grażyna Bacewicz Zeneiskola

## Fordítás
- Ez a szócikk részben vagy egészben  a   Grażyna Bacewicz című lengyel Wikipédia-szócikk ezen változatának fordításán alapul.  Az eredeti cikk szerkesztőit annak laptörténete sorolja fel. Ez a jelzés csupán a megfogalmazás eredetét és a szerzői jogokat jelzi, nem szolgál a cikkben szereplő információk forrásmegjelöléseként.